# Czas życia pakietu
Czas życia pakietu, Time to Live (TTL) – okres ważności pakietu danych lub innych danych (np. rekordu DNS), stosowany w sieciach komputerowych.
Wbrew nazwie TTL nie zawsze określa czas. W przypadku czasu życia pakietów danych w sieci komputerowej jest to zwykle liczba przeskoków, które może on wykonać na swojej trasie. Każdy kolejny router IP na trasie danego pakietu zmniejsza wartość jego pola TTL o jeden. Jeśli router otrzyma pakiet z TTL równym 1, zmniejsza go do 0, odrzuca go i usuwa z sieci, a nadawca otrzyma komunikat ICMP o błędzie. Czas życia pakietu pomaga unikać przeciążenia sieci w przypadku źle skonfigurowanych tras routingu w routerach, np. występowania pętli w sieci.

## Typowe wartości
- 32 – Windows 95 i NT 3.51
- 64 – Windows 98, Linux
- 128 – Nowsze systemy Windows

## Zmiana czasu życia pakietu w wysyłanych danych
- Linux – wpisanie (jako root): sysctl -w net.ipv4.ip_default_ttl=żądany_ttl – aby sprawdzić wynik można wpisać: sysctl -a | grep ttl
- Windows XP, 2000 i NT4 – wpisanie wartości DefaultTTL typu DWORD do klucza rejestru HKEY_LOCAL_MACHINE/System/CurrentControlSet/Services/Tcpip/Parameters i określenie danych wartości jako żądany_ttl

- router na Linuksie – iptables -t mangle -A POSTROUTING -j TTL --ttl-set żądany_ttlpo wkompilowaniu w jądro 2.4 łaty kernel-patch-ttl. Dla kernela 2.6 należy wybrać w kernelu TTL target support
- FreeBSD – TTL można zmienić za pomocą polecenia sysctl net.inet.ip.ttl=żądany_ttl

## Inne użycie nazwy
Nazwa TTL jest używana również do określania długości życia plików torrent na niektórych stronach internetowych.